# Жункерас, Ориол
Орио́л Жунке́рас-и-Ви́ес (кат. Oriol Junqueras i Vies; род. 11 апреля 1969, Барселона, Испания) — каталонский историк, академик и политик. Являлся мэром каталонского города Сан-Висенс-дельс-Орс на северо-востоке Испании, занимал должность вице-президента Каталонии с января 2016 года по октябрь 2017 года, пока он не был отстранён в связи с провозглашением Декларации независимости Каталонии. Лидер партии Левые республиканцы Каталонии.

## Биография
Жункерас родился 11 апреля 1969 года в Сан-Андреу-де-Паломар, в районе Сан-Андреу в Барселоне, Испания. Его отец был учителем в средней школе, а его мать — медсестрой. Когда ему было два года, он и его семья переехали в Сан-Висенс-дельс-Орс в Баш-Льобрегат. Его родители убедили монахиню отправить его в итальянский лицей в Барселоне, где он выучил итальянский язык. Когда он был ребёнком, он работал в миндальных и оливковых садах семьи в Кастелбель-и-ал-Биле, Бажес. Католик.
Жункерас утверждает, что он начал поддерживать каталонскую независимость, когда ему было восемь лет. После школы он поступил в Барселонский университет, где он был активистом в студенческом союзе с целью изучения экономики, но до окончания курса перешел в Автономный университет Барселоны, получив диплом бакалавра в области современной истории. Он получил докторскую степень по «Истории экономической мысли» в университете в 2002 году после подготовки диссертации об экономической мысли в Каталонии в 1520—1630 годах.
Будучи сторонником независимости Каталонии, присоединился к Левым республиканцам в 2010. Три года назад он был избран в муниципальный совет Сан-Висенс-дельс-Орс от этой партии, а в 2011 году стал мэром. Был избран в Европейский парламент в 2009 году, был депутатом до 2012 года. В 2012 году был избран членом парламента Каталонии в провинции Барселона. В январе 2016 года, после заключения соглашения между избирательным альянсом Вместе за «Да», в состав которого входили Левые республиканцы Каталонии, и Кандидатурой народного единства, Жункерас был назначен вице-президентом Каталонии.
1 октября 2017 года в Каталонии был проведён референдум о независимости, несмотря на решение Конституционного суда о нарушении конституции Испании. 92 % поддержали независимость, хотя явка составила всего 43 %. Представители каталонского правительства утверждают, что явка была бы выше, если бы не подавление голосования испанской и каталонской полицией. С другой стороны, многие избиратели, которые не поддержали каталонскую независимость, не явились на референдум, поскольку конституционные политические партии просили граждан не участвовать в голосовании, которое считали незаконным.
Парламент Каталонии провозгласил независимость 27 октября 2017 года, в результате чего правительство Испании установило прямое правление в Каталонии, распустив каталонское правительство. После роспуска в парламент Каталонии были назначены выборы. 30 октября 2017 года против Жункераса и других членов каталонского правительства были выдвинуты обвинения в мятеже, подстрекательстве к мошенничеству и неправомерном использовании государственных средств. 2 ноября 2017 года Жункерас и семь других каталонских министров были задержаны Национальным судом . Шестеро министров были освобождены под залог 4 декабря 2017 года, Жункерас и министр внутренних дел Жоаким Форн были задержаны. На региональных выборах, состоявшихся 21 декабря 2017 года, Жункерас был переизбран в парламент, а каталонские партии, выступающие за независимость, сохранили абсолютное парламентское большинство. Жункерас был отстранен от должности Верховным судом 10 июля 2018 года, из-за чего он остался в тюрьме. Судебный процесс начался 12 февраля 2019 года. В 2019 году Рабочая группа ООН по произвольным задержаниям сочла содержание Жункераса под стражей произвольным.
14 октября 2019 года Верховный суд Испании приговорил Жункераса в числе девяти каталонских политиков, причастных к организации референдума о независимости в 2017 году по обвинениям в подстрекательстве и нецелевом расходовании бюджетных средств к 13 годам лишения свободы и на тот же срок — к лишению права занимать государственные должности.
19 декабря 2019 года Европейский суд постановил, что Жункерас как член Европарламента обладал парламентской неприкосновенностью, в связи с чем он должен быть освобождён. Жункерас был освобожден в порядке помилования в июне 2021 года.

## Личная жизнь
Жункерас женился на школьной учительнице Неус Брамона в 2013 году. У них есть сын Люк, и дочь Джоана.

## Работы
- Els Catalans i Cuba (1998, Proa)[32]
- Catalunya, Espanya, Cuba: Centres i Perifèries (1999, Graó)[33]
- Manel Girona, el Banc de Barcelona i el Canal d’Urgell: Pagesos i Burgesos en l’Articulació del Territori (2003, Pagès Editors, соавтор Maria Antònia Martí Escayol)[34]
- Guerres dels Catalans (2005, Mina, соавтор Enric Calpena i Ollé)[35]
- Guerra, Economia i Política a la Catalunya de l’Alta Edat Moderna (2005, Farell)[36]
- Economia i Pensament Econòmic a la Catalunya de l’Alta Edat Moderna: 1520—1630 (2006, Барселонский автономный университет)[37]
- Camí de Sicília: l’Expansió Mediterrània de Catalunya (2008, Cossetània Edicions)[38]
- Les Proclames de Sobirania de Catalunya (1640—1939) (2009, Farell Editors, соавторы Adrià Cases & Albert Botran)[39]
- Converses amb Oriol Junqueras: Una Actitud per fer Avançar el País (2011, Viena, соавтор Bernat Ferrer i Frigola)[40]
- Història del Japó (2011, Editorial UOC, co-authors Dani Madrid i Morales, Guillermo Martínez Taberner & Pau Pitarch Fernández)[41]
- Revoltats (2015, Ara Llibres, соавтор Justo Molinero Calero)[42]
- Sublevados (2015, Ara Llibres, соавтор Justo Molinero Calero)[43]

## Избирательная история
| Выборы                     | Избирательный округ  | Партия                          | Альянс                                                | Номер | Результат |
| -------------------------- | -------------------- | ------------------------------- | ----------------------------------------------------- | ----- | --------- |
| 2003 (местные выборы)      | Сан-Висенс-дельс-Орс | Республиканские левые Каталонии | Республиканские левые Каталонии-муниципалитет Аккорда |       | Не избран |
| 2007 (местные выборы)      | Сан-Висенс-дельс-Орс | Республиканские левые Каталонии | Республиканские левые Каталонии-муниципалитет Аккорда | 1     | Избран    |
| 2009 (европейские выборы)  | Испания              | Республиканские левые Каталонии | Европа народов-Зелёные                                | 1     | Избран    |
| 2011 (местные выборы)      | Сан-Висенс-дельс-Орс | Республиканские левые Каталонии | Junts per Sant Vicenç                                 | 1     | Избран    |
| 2012 (региональные выборы) | Провинция Барселона  | Республиканские левые Каталонии | Республиканские левые Каталонии-Каталония «Да»        | 1     | Избран    |
| 2015 (местные выборы)      | Сан-Висенс-дельс-Орс | Республиканские левые Каталонии | Junts per Sant Vicenç                                 | 1     | Избран    |
| 2015 (региональные выборы) | Провинция Барселона  | Республиканские левые Каталонии | Вместе за «Да»                                        | 5     | Избран    |
| 2017 (региональные выборы) | Провинция Барселона  | Республиканские левые Каталонии | Республиканские левые Каталонии-Каталония «Да»        | 1     | Избран    |